# Klimbach (Karbach)
Der Klimbach ist ein gut vier Kilometer langer Bach im unterfränkischen Landkreis Main-Spessart, der aus nördlicher Richtung kommend von rechts in den Karbach mündet.

## Geographie

### Verlauf
Der Klimbach entspringt auf einer Höhe von etwa 263 m ü. NHN auf der Marktheidenfelder Platte aus einer intermittierenden Quelle in der Feldflur Schwarze Hecke am Südrand eines kleinen Mischwaldes zwischen Roden und  Urspringen und am nordwestlichen Fuße des Käferberges (298 m ü. NHN) südlich der die beiden Orte verbindenden Staatsstraße St 2438.
Der Bach fließt zunächst stark begradigt südwärts durch eine landwirtschaftlich genutzte Zone zwischen rechts dem Ackererberg (291 m ü. NHN) und links dem Rettberg, dem Westsporn der Karbacher Höhe. Er passiert dann die Gemarkungsgrenze von Roden nach Markt Karbach und wird kurz darauf auf seiner rechten Seite von einem kleinen Feldgraben gespeist. Der Klimbach zieht dann westlich der bewaldeten Hänge erst des Viertelsberges und dann des Abtsberges durch die Felder des Dicklingsgrundes.
Er erreicht nun den Nordrand von Karbach, läuft erst etwa 350 m oberirdisch durch die Ortschaft, verschwindet dann verrohrt in den Untergrund, taucht ungefähr 400 m später nördlich der Gasse Am Brübel wieder an der Oberfläche auf und  mündet schließlich auf einer Höhe von etwa 182 m ü. NHN am Südrand des Ortes direkt oberhalb der Breitmühle von rechts in den von Osten kommenden Karbach.
Sein etwa 4,1 km langer Lauf endet ungefähr 81 Höhenmeter unterhalb seiner Quelle, er hat somit ein mittleres Sohlgefälle von etwa 20 ‰.

### Einzugsgebiet
Das 5,08 km² große Einzugsgebiet des Klimbachs liegt auf der Marktheidenfelder Platte und wird durch ihn über den Karbach, den Main und den Rhein zur Nordsee entwässert.
Es grenzt
- im Nordosten an das Einzugsgebiet des Grummibachs, der in den Karbach mündet;
- im Südosten und Südwesten an das des Karbachs direkt;
- im Nordwesten an das des Karbach-Zuflusses Fränkbach und
- im Norden an das des Buchenbachs, der in den Main mündet.

Das Einzugsgebiet des Klimbachs wird überwiegend landwirtschaftlich genutzt, nur der östliche Bereich seines Tals und einige höhere Lagen im Westen sind bewaldet und der Mündungsbereich ist besiedelt.